# Colégio Batista Brasileiro
O Colégio Batista Brasileiro é uma instituição centenária de ensino infantil, fundamental e médio batista localizada no bairro nobre de Perdizes, na zona oeste da cidade de São Paulo.
O colégio foi fundado em 1902 por missionários americanos. Em 1923, foi inaugurado o prédio em Perdizes, ocorrendo a adoção do nome atual Colégio Batista Brasileiro.
Em 2006, uma forte movimentação civil contra a demolição do edifício principal, envolvido na venda de parte do imóvel do colégio para uma construtora, motivou a abertura de um processo de tombamento naquele mesmo ano, garantindo a preservação da construção. Em 2013, o processo foi definitivamente aprovado, conforme resolução do CONPRESP.

## História
O Colégio Batista Brasileiro teve início com a chegada do casal de missionários batistas William Buck Bagby e Anne Luther Bagby à capital paulista, após uma estada de dois anos na Bahia e dezoito anos no Rio de Janeiro.
A partir da pequena escola particular comprada por três mil dólares de Mary McIntyre, uma senhora presbiteriana, foi fundado o colégio, com o nome Colégio Progresso Brasileiro, na então Alameda dos Bambus, atual Avenida Rio Branco. Contava então com 32 alunos. Mais tarde o colégio seria transferido para o Largo dos Guaianazes, atual Praça Princesa Isabel.
Em 1922, a organização missionária americana Junta de Richmond transferiu para os brasileiros da Convenção Batista Brasileira toda a administração do colégio, bem como a responsabilidade pela conclusão das obras do novo edifício, iniciado com recursos obtidos junto a batistas do Texas.
Em 1923, o prédio foi finalmente inaugurado no bairro de Perdizes, permitindo a transferência definitiva para estas instalações.

## Legado
Ao lado de outras instituições de ensino criadas por americanos e ingleses na cidade, notadamente os protestantes, o colégio foi responsável, no início do século, por algumas mudanças de paradigma no ensino, como a eliminação das punições corporais e métodos de ensino silencioso, que a escola americana Mackenzie já havia sido pioneira em instituir.
Desde 2013, o prédio principal do colégio em Perdizes faz parte do patrimônio histórico tombado pelo Conselho Municipal de Preservação do Patrimônio Histórico, Cultural e Ambiental da Cidade de São Paulo.
Dentre seus alunos, ao longo de mais de um século, figuram personalidades conhecidas, como o administrador de empresas Stephen Kanitz, o arquiteto Roberto Loeb, o ex-futebolista Kaká, a atriz Tania Khalill, o sociólogo Sérgio Buarque de Holanda, entre outros. Anita Malfatti lecionou na instituição.

## Hino - Alma Mater
Ao estudo o dever nos conclama, paladinos do Livro e da Cruz. Vamos, pois, com os peitos em chama à conquista do Reino da Luz.
(Refrão) O nosso Colégio Batista tem no seio feraz glórias mil e há de certo levá-las um dia, aos recantos de todo o Brasil.
Em nossa alma, levamos acesa uma estrela do céu, um farol, cujo brilho de suma grandeza é mais belo do que o brilho do sol.
(Refrão) O nosso Colégio Batista tem no seio feraz glórias mil e há de certo levá-las um dia, aos recantos de todo o Brasil.
É a ciência, é a fé, é a glória nossos alvos de luta sem fim, té que um dia nos chegue a vitória, ao soar do celeste clarim.
(Refrão) O nosso Colégio Batista tem no seio feraz glórias mil e há de certo levá-las um dia, aos recantos de todo o Brasil.
Companheiros da Santa Jornada, trabalhemos com vivo fervor, para ver afinal alcançada a recompensa do nosso labor.
Letra: Raphael Gioia Martins

Música: Carlos A. Purgallis